# Franz Holczak
Franz Holczak (* 3. Oktober 1893 in Polnisch Lischna, Österreichisch-Schlesien; † 28. Januar 1977 in Nürnberg) war Präsident am Sondergericht in Troppau und Mitbegründer der Karpatendeutschen Partei (KdP).

## Leben und Karriere
Nach dem Schulbesuch des Albrecht-Gymnasiums in Teschen wurde er im Ersten Weltkrieg Soldat in der österreichischen Armee. Im Range eines Oberleutnants beendete er seine Militärzeit. Anschließend studierte er Rechtswissenschaften und trat im Jahre 1920 in der Dienst der tschechoslowakischen Justiz. Während seines Studiums wurde er 1912 Mitglied der K.Ö.H.V. Nordgau Wien.
Zum Richter wurde er im Jahre 1922 ernannt. Am Kreisgericht in Levoca in der Slowakei arbeitete er vom 1. April 1921 bis zum 25. August 1938. In dieser Zeit hatte er sich politisch engagiert und 1929 gründete er die KDP mit anderen in der Slowakei. Auch trat er eine Kandidatur für das Parlament der Tschechoslowakei an.
In Košice am Obergericht war er als Sachbearbeiter in der Dienststellung eines Gerichtsrats nach dem 25. August 1938 tätig. Mit dem Münchener Abkommen wurde im kurz darauf gebildeten Reichsgau Sudetenland ein deutsches Gerichtswesen eingerichtet. So bemühte er sich im Dezember 1938 um eine Dienststellung bei der deutschen Justiz.
Schon am 12. Dezember 1938 konnte er seinen Dienst beim deutschen Landgericht in Troppau antreten, und an diesem Gericht arbeitete er bis zum Ende des Krieges. Zum Landgerichtsdirektor wurde er am 1. April 1939 ernannt. Am 17. Oktober 1939 wurde in Mährisch Ostrau am Landgericht Troppau ein Sondergericht eingerichtet, wobei Holczak zum Präsidenten des Sondergerichts berufen wurde. Eine erhebliche Erweiterung seines Dienstbereiches trat noch im Februar 1945 ein, als er zum Stellvertreter des Landgerichtspräsidenten und zum Präsidenten eines Standgerichts ernannt wurde.
Bei den Hauptverhandlungen zu Prozessen des Besatzungsrechts führte er in Troppau als Landgerichtsdirektor den Vorsitz, wobei er noch am 8. Januar 1945 am Todesurteil für Berta Resselová (geb. Novatná) aus Tetschen mitwirkte, weil sie von Verwandten von Soldaten Nahrungsmittel und Kleidung erstanden hatte. Auch an Urteilen mit hohen Zuchthausstrafen wirkte er mit, wenn Ausländer Beziehungen zu Deutschen aufgenommen hatten.
Nach Ende des Krieges suchte ihn die Tschechoslowakei auf ihrer Liste der Kriegsverbrecher unter der Nummer S-8/41. International wurde er gesucht von der United Nations War Crimes Commission im Alphabetical index of war criminals. Er zog 1949 von Troppau nach Memmingen, wo er in den fünfziger Jahren als Landgerichtsdirektor am Landgericht Memmingen tätig war. Er ging im Herbst 1958 in den Ruhestand und zog 1964 in den Vorort Memmingerberg. Von dort zog er im August 1974 nach Nürnberg.